# LMS色空間

正規化したヒトの錐体細胞の応答スペクトル（S、M、L）

LMS色空間 (エルエムエスいろくうかん) は、三種類の人間の錐体細胞の反応にもとづいて表現される色空間である。錐体細胞の応答における波長の長さL (Long:長波長) , M (Medium:中波長) , S (Short:短波長) の頭文字から命名された。
LMS色空間は、色順応 (異なる光源下におけるサンプルの色の推定) において多用される。また、一つ以上の錐体細胞の障害に伴う色覚異常の研究においても用いられる。

## XYZからLMSへ
通常、知覚できる色の表現にはLMS色空間以外の色空間が用いられる。一方で、フォン・クリースの変換式における色順応行列は、LMS色空間に基いて定義されている。いかなる色空間の色においても、その定義においてXYZ色空間に変換することができる。よって、一つの変換行列のみが、XYZからLMS色空間へ変換するために必要となる。
LMS色空間はヒトの複雑な色覚をモデル化していることから、XYZとLMS間の単一かつ一意の変換行列は存在しない。その代わり、いろいろな色の見えモデルによる様々な色順応変換行列Mが、ヒトの色覚のモデル化の一部として定義されている。
注記
- すべての三刺激値は通常CIE 1931 2°標準色観察者により計算される。[1]
- 他に別段の定めのない限り、色の見えモデルの行列は、正規化されて (行の成分は等しい値になるよう切り上げる)、等量光 (X=Y=Z) における三刺激値が等しいLMS値となる。これはCIE標準の光Eと同様である。

### ハントモデル・RLAB
ハントモデルおよびRLAB色の見えモデルは、CIE XYZからLMSへの変換にハント-ポインタ-エステベスの変換行列 (MHPE) を用いる。 この変換行列は元々フォン・クリース変換とともに用いられていたため、フォン・クリース 変換行列 (MvonKries) とも呼ばれる。
| 等量光源:    | {\displaystyle {\begin{bmatrix}L\\M\\S\end{bmatrix}}={\begin{bmatrix}0.38971&0.68898&-0.07868\\-0.22981&1.18340&0.04641\\0.00000&0.00000&1.00000\end{bmatrix}}{\begin{bmatrix}X\\Y\\Z\end{bmatrix}}} |
| D65に正規化: | {\displaystyle {\begin{bmatrix}L\\M\\S\end{bmatrix}}={\begin{bmatrix}0.4002&0.7076&-0.0808\\-0.2263&1.1653&0.0457\\0&0&0.9182\end{bmatrix}}{\begin{bmatrix}X\\Y\\Z\end{bmatrix}}}                    |

### CIECAM97s・LLAB
CIECAM97s色の見えモデルでは、ブラッドフォード変換行列 (MBFD) を用いている (LLABモデルでも同様)。 この変換行列は、LとMの錐体細胞の応答曲線が細くなり、相互の区別がしやすくなることから、スペクトル的な先鋭化を行う変換行列と言える。このブラッドフォード変換行列は、要素S (青) に微小な非線形性を導入するように改変したフォン・クリース変換と組み合わせての利用を想定されていた。しかしながら、CIECAM97sとLLABの範疇外においてこのことはしばしば無視されており、ICCプロファイルでの定義がそうである通り、ブラッドフォード変換行列は線形のフォン・クリース変換と組み合わせて使われている。
{\displaystyle {\begin{bmatrix}L\\M\\S\end{bmatrix}}={\begin{bmatrix}0.8951&0.2664&-0.1614\\-0.7502&1.7135&0.0367\\0.0389&-0.0685&1.0296\end{bmatrix}}{\begin{bmatrix}X\\Y\\Z\end{bmatrix}}}
CIECAM97s改訂版において、線形変換法へと方針転換され、それに伴い導入された変換行列 (MCAT97s) :
{\displaystyle {\begin{bmatrix}L\\M\\S\end{bmatrix}}={\begin{bmatrix}0.8562&0.3372&-0.1934\\-0.8360&1.8327&0.0033\\0.0357&-0.0469&1.0112\end{bmatrix}}{\begin{bmatrix}X\\Y\\Z\end{bmatrix}}}

### CIECAM02
CIECAM02は、CIECAM97sの後継である; その変換行列 (MCAT02) :
{\displaystyle {\begin{bmatrix}L\\M\\S\end{bmatrix}}={\begin{bmatrix}0.7328&0.4296&-0.1624\\-0.7036&1.6975&0.0061\\0.0030&0.0136&0.9834\end{bmatrix}}{\begin{bmatrix}X\\Y\\Z\end{bmatrix}}}

### CIECAM16
CAM16は異なる行列を使用する:
{\displaystyle {\begin{bmatrix}R\\G\\B\end{bmatrix}}_{\text{16}}=\left[{\begin{array}{lll}{\phantom {-}}0.401288&{\phantom {-}}0.650173&-0.051461\\-0.250268&{\phantom {-}}1.204414&{\phantom {-}}0.045854\\-0.002079&{\phantom {-}}0.048952&{\phantom {-}}0.953127\end{array}}\right]{\begin{bmatrix}X\\Y\\Z\end{bmatrix}}}
CIECAM97と同様に、適応後、色は従来のハント-ポインタ-エステベスLMSに変換され、最終的な視覚結果を表現する。